# 1942
- Wikisource

| Calendário gregoriano                                                        | 1942 MCMXLII                         |
| Ab urbe condita                                                              | 2695                                 |
| Calendário arménio                                                           | 1391 – 1392                          |
| Calendário bahá'í                                                            | 98 – 99                              |
| Calendário budista                                                           | 2486                                 |
| Calendário chinês                                                            | 4638 – 4639 Início a 15 de fevereiro |
| Calendário copta                                                             | 1658 – 1659                          |
| Calendário etíope                                                            | 1934 – 1935                          |
| Calendários hindus - Vikram Samvat - Calendário nacional indiano - Cáli Iuga | 1997 – 1998 1863 – 1864 5042 – 5043  |
| Calendário Holoceno                                                          | 11942                                |
| Calendário islâmico                                                          | 1361 – 1362                          |
| Calendário judaico                                                           | 5702 – 5703 Início a 12 de setembro  |
| Calendário persa                                                             | 1320 – 1321 Início a 21 de março     |
| Calendário rúnico                                                            | 2192                                 |
| Calendário solar tailandês                                                   | 2485                                 |

- Wikisource

| Calendário gregoriano                                                        | 1942 MCMXLII                         |
| Ab urbe condita                                                              | 2695                                 |
| Calendário arménio                                                           | 1391 – 1392                          |
| Calendário bahá'í                                                            | 98 – 99                              |
| Calendário budista                                                           | 2486                                 |
| Calendário chinês                                                            | 4638 – 4639 Início a 15 de fevereiro |
| Calendário copta                                                             | 1658 – 1659                          |
| Calendário etíope                                                            | 1934 – 1935                          |
| Calendários hindus - Vikram Samvat - Calendário nacional indiano - Cáli Iuga | 1997 – 1998 1863 – 1864 5042 – 5043  |
| Calendário Holoceno                                                          | 11942                                |
| Calendário islâmico                                                          | 1361 – 1362                          |
| Calendário judaico                                                           | 5702 – 5703 Início a 12 de setembro  |
| Calendário persa                                                             | 1320 – 1321 Início a 21 de março     |
| Calendário rúnico                                                            | 2192                                 |
| Calendário solar tailandês                                                   | 2485                                 |

1942 (MCMXLII, na numeração romana) foi um ano comum do século XX que começou numa quinta-feira, segundo o calendário gregoriano. A sua letra dominical foi D. A terça-feira de Carnaval ocorreu a 17 de fevereiro e o domingo de Páscoa a 5 de abril. Segundo o horóscopo chinês, foi o ano do Cavalo, começando a 15 de fevereiro.

| Evento                                                   | Data            | Hora  |
| -------------------------------------------------------- | --------------- | ----- |
| Aquário                                                  | 20 de janeiro   | 16:24 |
| Peixes                                                   | 19 de fevereiro | 06:47 |
| primavera no hemisfério norte e outono no hemisfério sul |                 |       |
| Carneiro/equinócio                                       | 21 de março     | 06:11 |
| Touro                                                    | 20 de abril     | 17:40 |
| Gémeos                                                   | 21 de maio      | 17:09 |
| verão no hemisfério norte e inverno no hemisfério Sul    |                 |       |
| Caranguejo/solstício                                     | 22 de junho     | 01:17 |
| Leão                                                     | 23 de julho     | 12:08 |
| Virgem                                                   | 23 de agosto    | 18:59 |
| Outono no Hemisfério Norte e Primavera no Hemisfério Sul |                 |       |
| Balança/equinócio                                        | 23 de setembro  | 16:17 |
| Escorpião                                                | 24 de outubro   | 01:16 |
| Sagitário                                                | 22 de novembro  | 22:31 |
| inverno no hemisfério norte e verão no hemisfério sul    |                 |       |
| Capricórnio/solstício                                    | 22 de dezembro  | 11:40 |

| UTC: Portugal Continental, Madeira, Guiné-Bissau e São Tomé e Príncipe Subtrair (-): 1 h nos Açores e Cabo Verde 2 h nas Ilhas oceânicas brasileiras 3 h em Brasília, em Goiás, na Amazônia Oriental Brasileira e no nordeste, sudeste e sul brasileiros 4 h na Amazônia Ocidental Brasileira, Mato Grosso e Mato Grosso do Sul 5 h no Acre e sudoeste do Amazonas Adicionar (+): 1 h em Angola e Guiné Equatorial 2 h em Moçambique 8 h em Macau 9 h em Timor-Leste. |
| Adicionar uma hora durante a vigência do horário de verão: Portugal Continental : |

| Ano completo                        |
| ----------------------------------- |
| Ano comum com início à quinta-feira |

## Eventos

### Janeiro

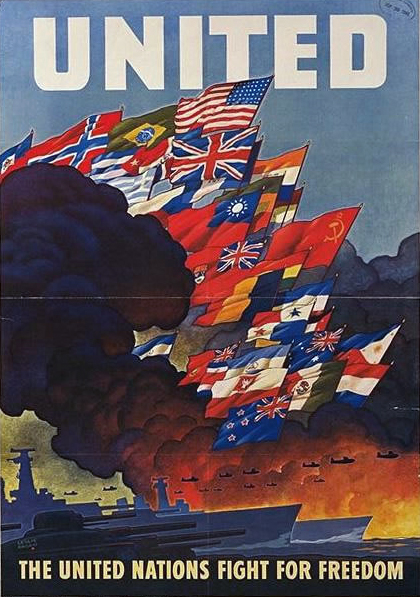
1 de Janeiro: Assinada a Declaração das Nações Unidas por vinte e seis nações.

- 1 de janeiro - Assinada a Declaração das Nações Unidas por vinte e seis nações.
- 7 de janeiro - Segunda Guerra Mundial: Fim da batalha de Moscovo, com a contra-ofensiva Soviética.
- 28 de janeiro - O Governo Brasileiro atende a resolução da Segunda Reunião de Consulta dos Chanceleres das Repúblicas Americanas e rompe relações diplomáticas com os países do Eixo.

### Fevereiro
- 1 de fevereiro
  - Segunda Guerra Mundial: Josef Terboven, Reichskommissar para a Noruega ocupada pelos alemães, nomeia Vidkun Quisling como Ministro-Presidente do Governo Nacional.
  - Voz da América, o serviço oficial de radiodifusão internacional financiado pelo Governo dos Estados Unidos, começa a transmitir programas voltados para áreas controladas pelas Potências do Eixo.
- 8 de fevereiro - Óscar Carmona é eleito novamente Presidente da República Portuguesa.
- 15 de fevereiro - Segunda Guerra Mundial: Singapura se rende às forças japonesas.[1]
- 15 de fevereiro - O navio cargueiro Buarque é torpedeado pelo submarino alemão U-432, nas proximidades de Norfolk, nos EUA. Este foi o segundo navio brasileiro afundado desde o início da guerra em 1939.
- 18 de fevereiro - Segunda Guerra Mundial: O navio brasileiro Olinda é torpedeado ao largo da costa do estado da Virgínia, nos Estados Unidos.

### Maio
- 18 de maio - O navio Comandante Lira é afundado pelo submarino italiano Barbarigo, sendo este o primeiro navio afundado em águas brasileiras, durante a guerra.

### Junho
- 1 de junho - criação da Companhia Vale do Rio Doce, atual Vale S.A., sob a presidência e principal articulação política de Getúlio Vargas.
- 28 de junho - Segunda Guerra Mundial: Início da Batalha de Stalingrado.

### Julho
- 1 de julho - Segunda Guerra Mundial: Primeira Batalha de El Alamein.

### Agosto
- 14 de agosto - O general americano Dwight D. Eisenhower é nomeado comandante em chefe de todas as operações terrestres, aéreas e navais no continente africano, durante a Segunda Guerra Mundial.
- 15 de agosto - O navio a vapor Baependy é torpedeado na costa de Aracaju.
- 16 de agosto - O navio a vapor Aníbal Benévolo é torpedeado próximo ao Rio Real.
- 17 de agosto - O vapor Itagiba é torpedeado pelo submarino alemão U-507, no litoral da Bahia.
- 22 de agosto - O Brasil declara estado de beligerância às nações do Eixo.
- 31 de agosto - O Brasil declara guerra aos países do Eixo, através do decreto de lei 10 358.[2]

### Outubro
- 05 de outubro - A unidade monetária brasileira passa a ser o Cruzeiro, pelo Decreto-lei nº 4 791.[3]

### Novembro
- 1 de novembro - Fundação do Esporte Clube Limoeiro
- 8 de novembro - Tem início a Operação Tocha no norte da África.
- 11 de novembro - Fundação do Colégio Afonso Pena em Santos, SP, Brasil.

## Nascimentos
- 1 de janeiro - Gennadi Sarafanov, cosmonauta soviético (m. 2005).
- 3 de janeiro - László Sólyom, presidente da Hungria de 2005 a 2010 (m. 2023).
- 8 de janeiro - Stephen Hawking, físico teórico e cosmólogo (m. 2018).
- 19 de janeiro - Nara Leão, cantora e compositora brasileira, pioneira da Bossa Nova. (m. 1989)
- 22 de janeiro - Amine Gemayel, presidente do Líbano de 1982 a 1988.
- 25 de janeiro - Eusébio, futebolista português, um dos maiores da história. (m. 2014)
- 16 de fevereiro - Kim Jong-il, líder da Coreia do Norte de 1994 a 2011. (m. 2011)
- 28 de fevereiro - Brian Jones, músico e compositor britânico, membro da banda The Rolling Stones. (m. 1969)
- 2 de março - Lou Reed, cantor e guitarrista americano, membro da banda The Velvet Underground. (m. 2013)
- 19 de março - José Serra, 58º governador de São Paulo.
- 21 de março - Fradique de Menezes, presidente de São Tomé e Príncipe desde 2001.
- 21 de março - Ali Abdullah Saleh, presidente do Iémen de 1990 a 2012. (m. 2017).
- 25 de março - Aretha Franklin, cantora americana, conhecida como a "Rainha do Soul". (m. 2018)
- 9 de abril - Adriano Correia de Oliveira, fadista e cantor de intervenção português. (m. 1982)
- 23 de abril - Jorge Antunes, Maestro, Compositor, Precursor da Música Eletrônica no Brasil.
- 24 de abril - Barbra Streisand, Cantora, Atriz, Produtora de Cinema.
- 12 de abril - Jacob Zuma, Presidente da África do Sul desde 2009 e Vice-presidente da África do Sul de 1999 a 2005.
- 22 de maio - Theodore Kaczynski, ecoterrorista americano conhecido como "Unabomber".
- 5 de junho - Teodoro Obiang Nguema Mbasogo, presidente da Guiné Equatorial desde 1979.
- 7 de junho - Muammar al-Gaddafi político, poeta, filósofo e guerrilheiro e chefe de Estado da Líbia de 1969 até 2011.
- 18 de junho - Paul McCartney, cantor e compositor britânico, membro da banda The Beatles.
- 18 de junho - Thabo Mbeki, Presidente da África do Sul de 1999 a 2008.
- 26 de junho - Gilberto Gil, cantor e compositor brasileiro, líder da Tropicália.
- 2 de julho - Vicente Fox, presidente do México de 2000 a 2006.
- 7 de agosto - Caetano Veloso, cantor e compositor brasileiro, líder da Tropicália.
- 12 de agosto - Clara Nunes, cantora brasileira (m. 1983)
- 28 de agosto - José Eduardo dos Santos, presidente de Angola desde 1979.
- 20 de setembro - Rose Francine Rogombé, presidente interina do Gabão em 2009.
- 28 de setembro - Tim Maia, cantor e compositor brasileiro. (m. 1998)
- 26 de outubro - Milton Nascimento, cantor e compositor brasileiro, líder do Clube da Esquina.
- 12 de novembro - Paulinho da Viola, cantor e sambista brasileiro, baluarte da Portela.
- 20 de novembro - Joe Biden, 46.º presidente dos EUA.
- 23 de novembro - Luiz Celso Hygino da Cruz, professor emérito e pesquisador da UFRRJ, escritor.
- 27 de novembro - Jimi Hendrix, considerado um dos maiores guitarristas de todos os tempos (m. 1970)
- 21 de dezembro - Hu Jintao, presidente da República Popular da China desde 2003.

## Mortes
- 8 de janeiro - Joseph Franklin Rutherford, religioso estadunidense. (n. 1869)
- 16 de janeiro - Carole Lombard, atriz estadunidense. (n.1908)
- 9 de fevereiro - Lauri Kristian Relander, 2° presidente da Finlândia de 1925 a 1931 (n. 1883).
- 13 de fevereiro - Epitácio Pessoa, presidente do Brasil de 1919 a 1922 (n. 1865).
- 23 de março - Marcelo Torcuato de Alvear, presidente da Argentina de 1922 a 1928 (n. 1868).
- 23 de abril - Olga Benário Prestes, Militante comunista alemã de origem judaica, (n. 1908).
- 24 de abril - Lucy Maud Montgomery - escritora canadense (n. Canadá, 1874).
- 15 de julho - Roberto Ortiz, presidente da Argentina de 1938 a 1942 (n. 1886).
- 30 de julho - Louis Borno, presidente do Haiti de 1922 a 1930 (n. 1860).
- 30 de setembro - Hans-Joachim Marseille, aviador alemão que se distinguiu durante a Segunda Guerra Mundial (n. 1919)
- 2 de novembro - Adília de Albuquerque Moraes, escritora, educadora e feminista brasileira.
- 23 de novembro - Hernando Siles Reyes, presidente da Bolívia de 1926 a 1930 (n. 1882).
- 09 de dezembro - Carlos Dias Fernandes, jornalista, romancista, crítico, pedagogo, advogado e poeta paraibano (n. 1874).
- 23 de dezembro - Konstantin Balmont, poeta russo (n. 1867)

## Prémio Nobel
- Medicina - O prémio monetário foi atribuído 1/3 ao Fundo Principal e 2/3 para o Fundo Especial da secção deste prémio.
- Física - não atribuído
- Química - não atribuído
- Literatura - não atribuído
- Paz - não atribuído

## Epacta e idade da Lua
| Epacta gregoriana | 13 (XIII) |
| Idade da Lua      | Letra n   |

## Por tema
- 1942 na arte
- 1942 no Brasil
- 1942 na ciência
- 1942 no cinema
- 1942 no desporto
- 1942 na guerra
- 1942 no jornalismo
- 1942 na literatura
- 1942 na música
- 1942 na política
- 1942 na rádio
- 1942 no teatro
- 1942 na televisão